# Laguna Negra de Urbión

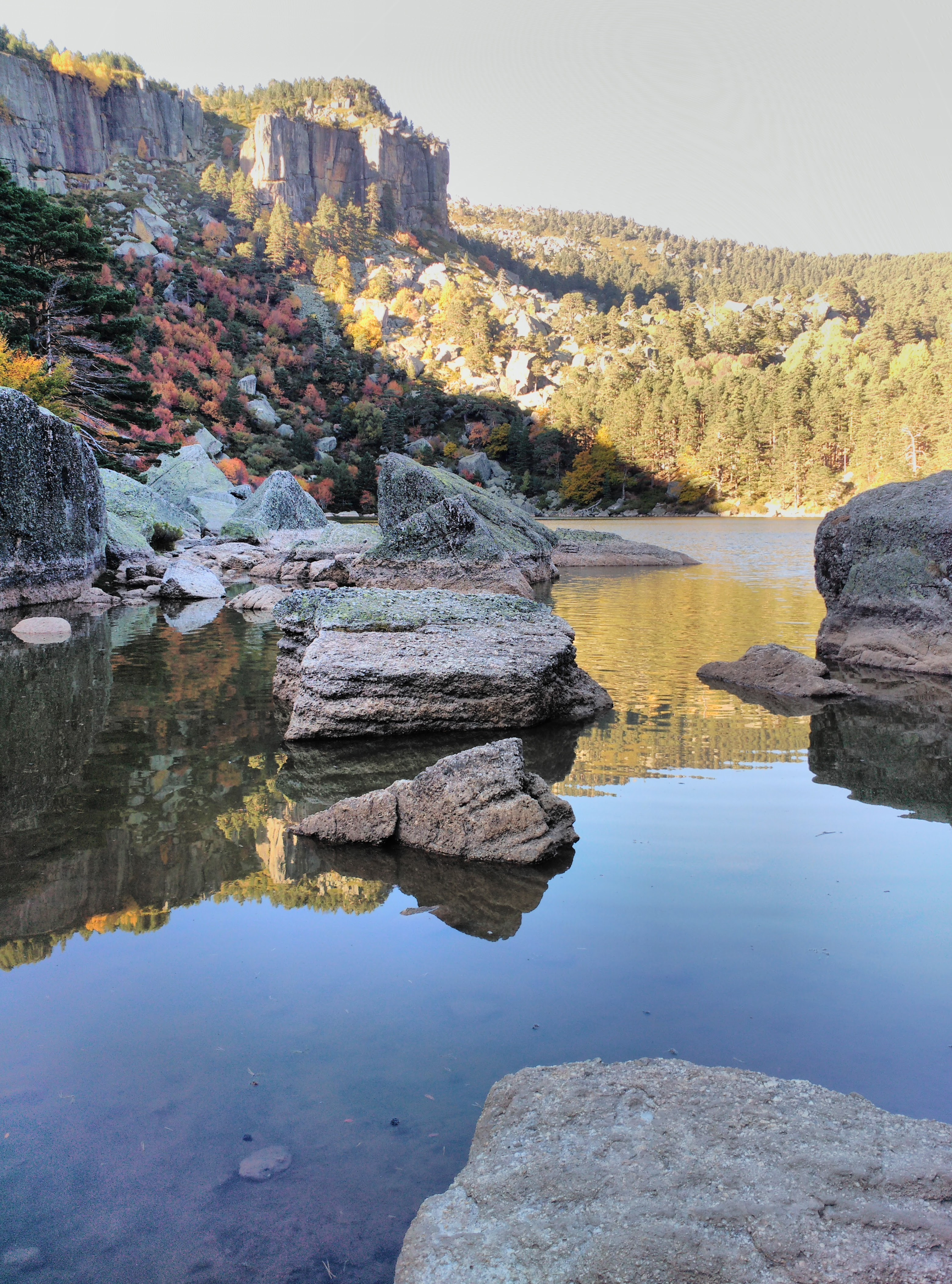
Laguna Negra de Urbión desde su lateral meridional (10-10-15)

La Laguna Negra de Urbión, o simplemente la Laguna Negra, es una laguna de origen glacial situada en la sierra de los Picos de Urbión en Castilla y León, España. Forma parte del Parque natural de la Laguna Negra y los Circos Glaciares de Urbión, declarado en el año 2010.

## Ubicación y acceso
La Laguna Negra se ubica al norte de la provincia de Soria, en la parte septentrional del Sistema Ibérico y es el corazón del espacio natural Sierra de Urbión, que tiene una superficie de 4770 ha y está situado en el centro de la comarca de Pinares, en el llamado "Monte Verdugal" dentro del término Municipal Vinuesa perteneciente a la Mancomunidad de los 150 Pueblos de  la Tierra de Soria. 
El Pico de Urbión, con sus 2228 m de altitud, es la máxima altura del parque, que se extiende por las vegas de los ríos Duero, que nace cerca de la cumbre del Urbión, y Revinuesa. La altitud mínima de la zona protegida es de 1300 m. La laguna Negra se halla a 1753 m de altitud.
Le acompañan a la Laguna Negra otras lagunas del mismo origen como la Laguna Helada y la Laguna Larga.
El acceso se realiza desde Vinuesa por la carretera de SO-830, que une esta localidad con Montenegro de Cameros y La Rioja, por el valle del Revinuesa. Aunque es posible llegar en vehículo particular hasta ella, los meses de verano y de afluencia de público, solo se puede llegar andando o en autobuses desde Vinuesa.

## Descripción
Según cuentan las leyendas, la laguna Negra no tiene fondo. También dicen que se comunica con el mar mediante cuevas y corrientes subterráneas. También dicen que hay un ser que vive en su fondo y que devora todo lo que cae en ella. La leyenda más extendida, que hace hincapié en la ausencia de fondo, es la que escribió Machado en 1912, La tierra de Alvargonzález. La realidad es que su profundidad máxima no supera los 8 metros (algunas veces se dicen 10 y 12 metros).
El primer domingo de agosto se celebra una Travesía a Nado, en la cual los participantes cruzan la laguna a nado. 

### Vegetación
La vegetación que habita en la zona de la laguna Negra es más típica del norte europeo que de la península ibérica. 
La vegetación acuática es muy similar a la de otras lagunas de montaña del norte peninsular como los ibones pirenaicos. Está compuesta por pequeñas plantas que van formando céspedes en el fondo y junto a las cuales crecen otras que emergen a la superficie o flotan en ella.
En tierra abundan diferentes especies de árboles que pugnan por el espacio están delimitados por la altitud. Entre ellas está el haya que crea un cerrado sotobosque y crecen a altitudes relativamente bajas que comparte con el pino albar que es el rey del territorio y forma grandes bosques. El roble albar, el abedul el álamo temblón son especies que tienen presencia relevante junto con el serbal de cazadores, pequeño árbol que va conquistando las zonas de matorral en las pendientes, lo que se ve completado por los arbustos como la retama y el brezo.

### Fauna
En el agua de la laguna habitan la trucha, el barbo y el cacho, mientras que en tierra se mantiene una muy rica variedad de animales de todo tipo desde corzos y jabalíes, incluso algún lobo, hasta ciervos y zorros. Los roedores y reptiles no faltan. La avifauna es abundante y en ella destacan, por su tamaño, los buitres leonados que anidan en el acantilado rocoso y las rapaces donde las águilas destacan por su porte. 

## En la literatura

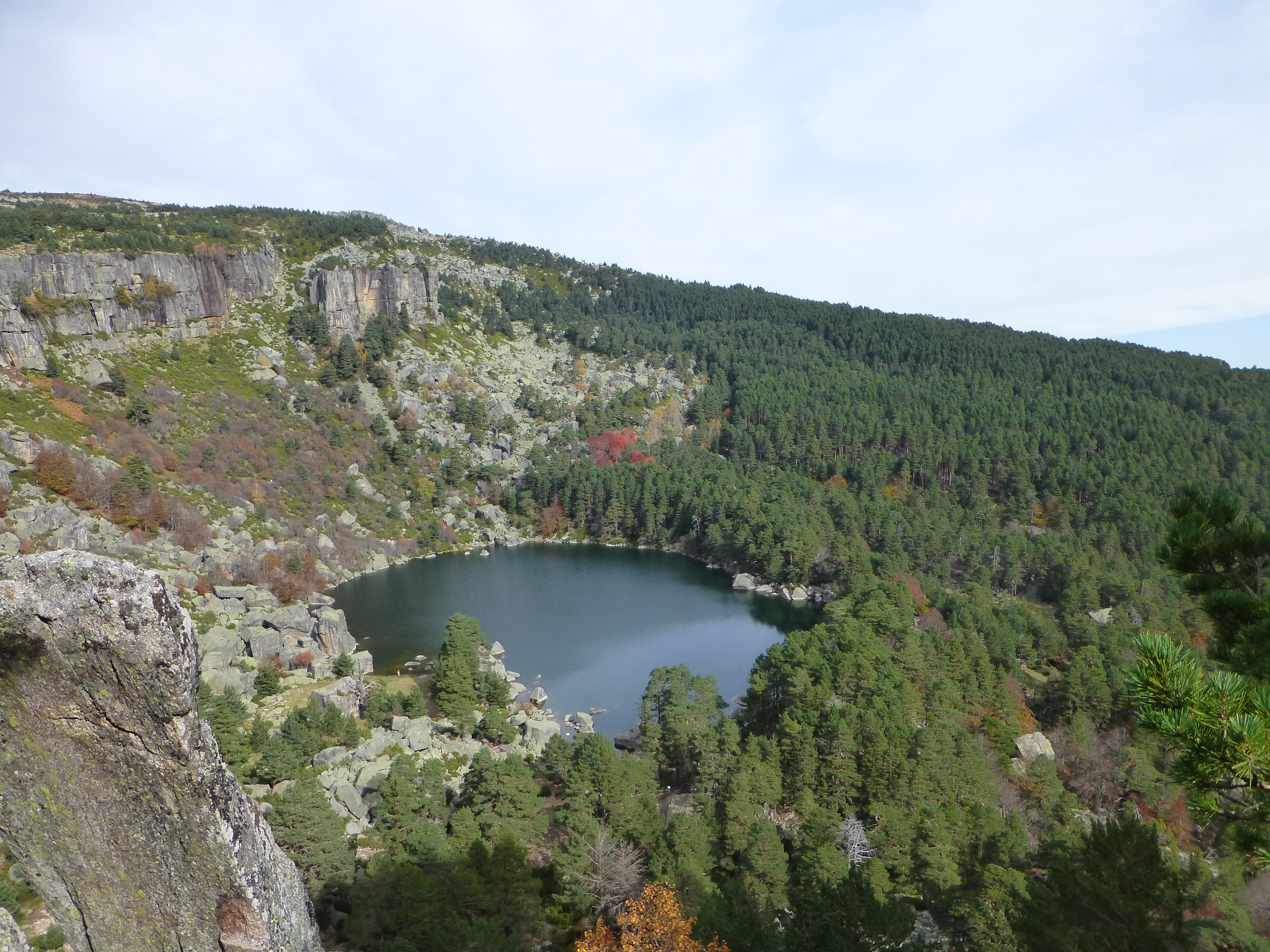
Laguna Negra de Urbión

La laguna Negra adquirió notoriedad al ser el paraje donde Antonio Machado ubicó la leyenda de los Hijos de Alvargonzález de la obra La tierra de Alvargonzález. 
Machado sitúa la historia trágica de un parricidio en estas tierras. En 1912 escribe la novela en prosa que versaría en abril de ese mismo año. Alvargonzález es asesinado por dos de sus tres hijos que tienen prisa para el cobro de la herencia. La Laguna Negra es el lugar que eligen para deshacerse del cadáver. El crimen lo paga un inocente que es condenado al garrote y la esposa del difunto, madre de los asesinos, muere de pena. Su avaricia tiene el pago que no esperan al dejar de producir las tierras. El hermano emigrado, a su regreso, compra parte de las tierras a sus otros hermanos y obtiene grandes cosechas. Los remordimientos corroen a los asesinos que acaban vendiendo lo que les queda y emigrando, al pasar cerca de la Laguna Negra, se pierden en la noche y acaban en sus aguas. 
El relato en prosa fue publicado en el número 9 de la revista Mundial de París en enero de 1912. El relato en verso forma parte de su obra Campos de Castilla, que escribió entre 1908 y 1912. Es un romance de 712 versos que ocupa cerca de la mitad de la obra y está dedicado a Juan Ramón Jiménez.
En esos versos se describe así la laguna:

Llegaron los asesinos

hasta la Laguna Negra,

agua transparente y muda

que enorme muro de piedra,

donde los buitres anidan

y el eco duerme, rodea;

agua clara donde beben

las águilas de la sierra,

donde el jabalí del monte

y el ciervo y el corzo abrevan;

agua pura y silenciosa

que copia cosas eternas;

agua impasible que guarda

en su seno las estrellas.

La Tierra de Albargonzález, Campos de Soria, Antonio Machado, 1912.

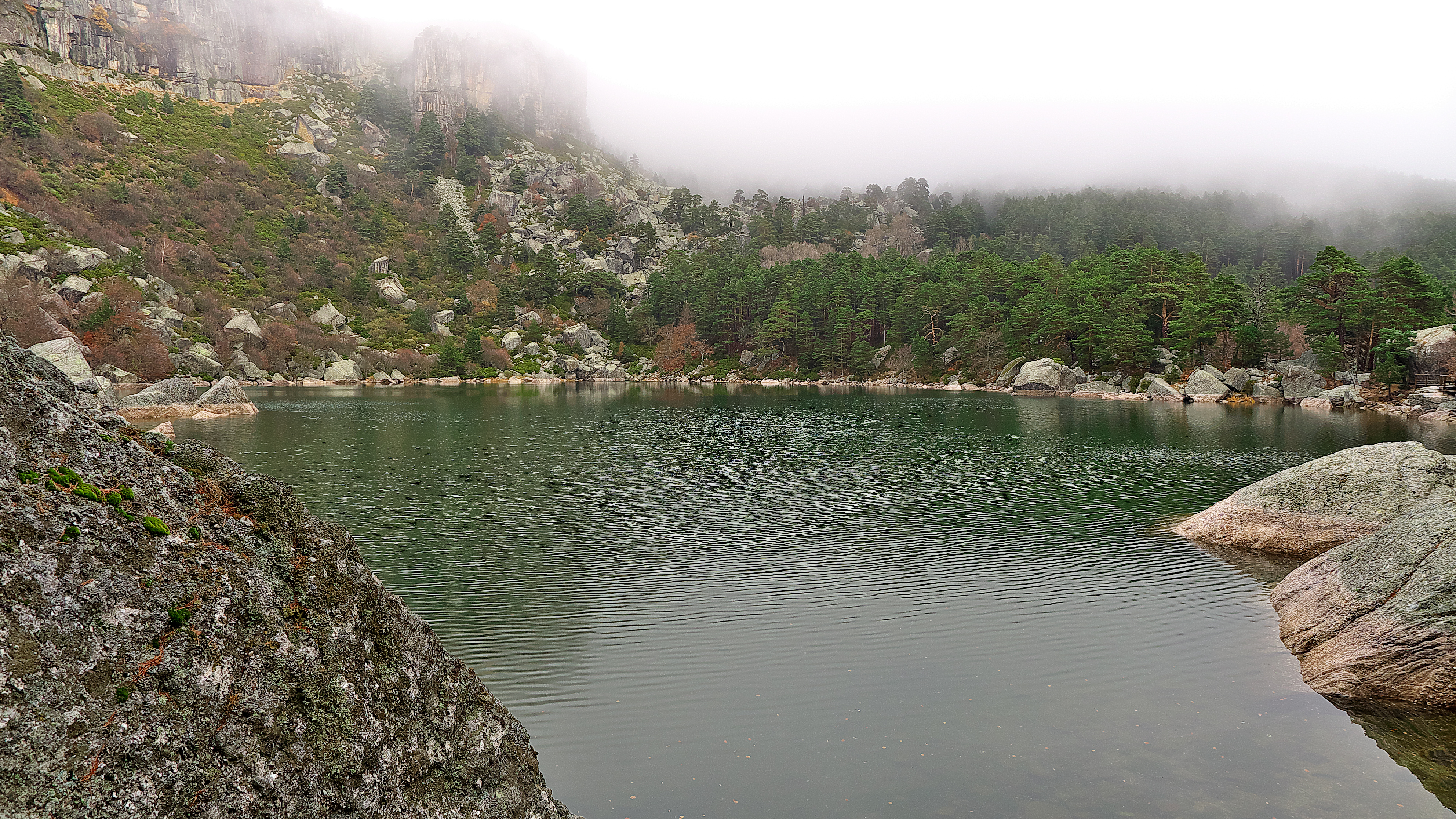
La Laguna Negra

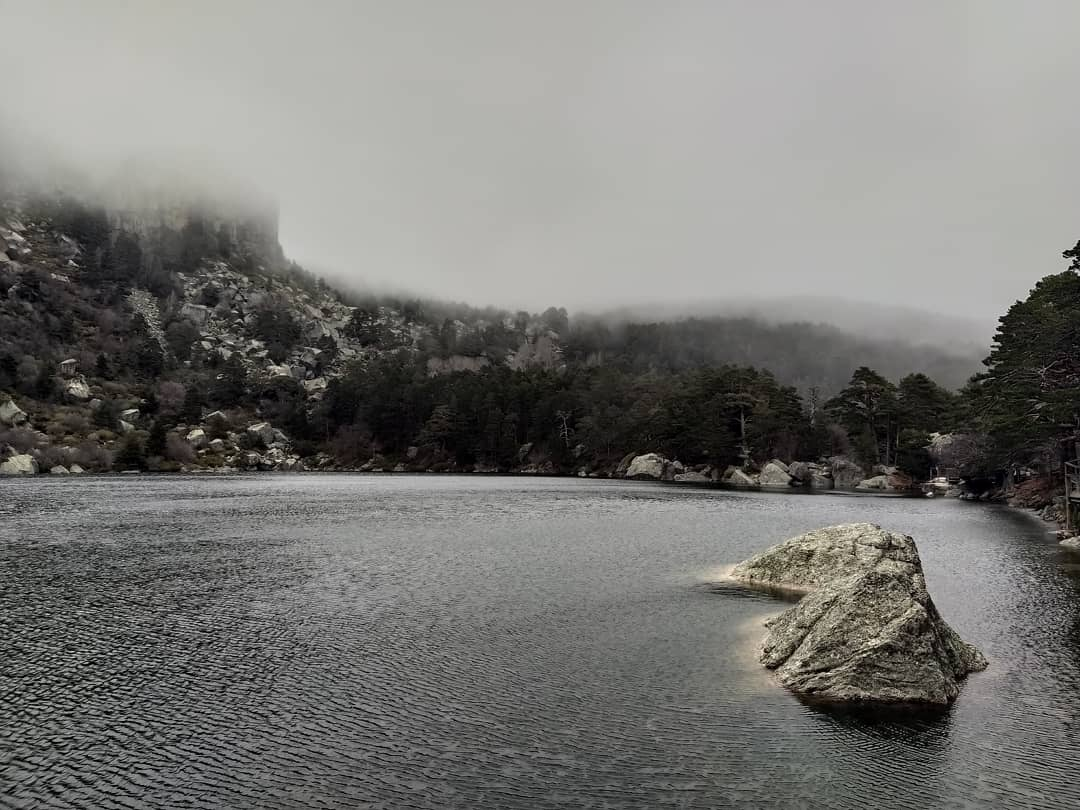
La Laguna Negra en un día con niebla del mes de febrero

La leyenda de Antonio Machado fue llevada al cine en 1952 en la película La laguna negra.